# Playgirl
Pour les articles homonymes, voir Playgirl (homonymie).
Playgirl est un magazine mensuel publié aux États-Unis qui présente des hommes nus ou semi-nus. Le magazine a été fondé en 1973 durant le mouvement féministe en réponse aux magazines érotiques masculins tels que Playboy et Penthouse qui présentaient des images similaires de femmes.

Le magazine cible principalement des femmes hétérosexuelles. Malgré cela, la rédactrice en chef remarquait, en 2003, que le magazine attire également un lectorat gay non négligeable. « C'est un magazine pour femmes, explique-t-elle, parce qu'il n'y a aucun autre magazine à s'adresser aux femmes de la façon dont nous le faisons. » Elle ajoute « que nous aimons aussi nos lecteurs gays, et le lectorat gay du magazine est d'environ 30 % ». Cependant Mark Graff, le président de Trans Digital Media, la firme de management qui s'occupe de Playgirl TV, estime pour sa part que le lectorat gay du magazine s’élèverait à 50 %.